# Union mathématique d'Israël
L'Union mathématique d'Israël (IMU ) (hébreu : הַאִיגּוּד הַיִשְׂרְאֵלִי לְמָתֶמָטִיקָה) est une association de mathématiciens en Israël. 

## Histoire
L'association est fondée le 2 mars 1953 et a tient sa première réunion avec onze courtes conférences le 28 septembre. Les premiers membres sont notamment Binyamin Amirà, Michael Fekete et Abraham Fraenkel, qui représentaient l'association au Congrès international des mathématiciens de 1954 à Amsterdam, ainsi que Shmuel Agmon, Jacob Levitzki et Dov Jarden.
Elle est membre de la Société mathématique européenne et du Conseil international des mathématiques industrielles et appliquées, et a conclu des accords de réciprocité avec l'American Mathematical Society et la Society for Industrial and Applied Mathematics.

## Prix
L'Union mathématique d'Israël décerne quatre prix  :
- Le prix Anna et Lajos Erdős de mathématiques, décerné à un mathématicien israélien de moins de 41 ans[3]
- Le prix Levitzki en algèbre, décerné tous les deux ans à un jeune mathématicien israélien pour ses recherches en algèbre ou dans des domaines connexes[4]
- Le prix Haim Nessyahu en mathématiques, décerné pour une thèse de doctorat en mathématiques[5]
- Le prix Abarbanel de mathématiques appliquées, décerné à un mathématicien appliqué israélien de moins de 48 ans[6]

## Présidents
- Yakar Kannai (1981–1982)
- Shmuel Kantorovitz (1983–1984)
- Rafael Artzy (1985–1986)
- Moshe Jarden (1987–1988)
- Zvi Ziegler (1989–1990)
- Yisrael Aumann (1991–1992)
- Miriam Cohen (1993–1994)
- Stephen Gelbart (1995–1996)
- Lawrence Zalcman (1997–1998)
- Joseph Zaks (1999–2000)
- Vitali Milman (2001–2002)
- Allan Pinkus (2003–2004)
- Sergiu Hart (2005–2006)
- Michael Lin (2007–2008)
- Harry Dym (2009–2010)
- Louis H. Rowen (2011–2012)
- Alek Vainshtein (2013–2014)
- Vitali Milman (2015–2016)
- Koby Rubinstein (2017-2018)
- Alexander Lubotzky (2019-2020)
- Menachem Kojman (2021-2022)
- Gideon Schechtman (en)